# ART Düsseldorf (Handball)
Die HSG ART Düsseldorf war eine Handballspielgemeinschaft aus Düsseldorf, die im Jahre 2000 von dem Allgemeinen Rather Turnverein (ART) und dem HSV Düsseldorf gegründet wurde. Sie war Lizenznehmer der Bundesligalizenz des HSV Düsseldorf und spielte bis 2010 in der 1. Bundesliga.
Zur Saison 2017/2018 kam es zum Zusammenschluss mit dem Neusser HV zur HSG Neuss/Düsseldorf. Seitdem spielte die Mannschaft zwei Jahre lang in der 2. Bundesliga unter dem Namen Rhein Vikings.

## Geschichte
1982 schlossen sich die Handballabteilungen der Vereine TB Ratingen und TB Wülfrath zu einer Spielgemeinschaft zusammen. Die neu entstandene HSG Wülfrath/Ratingen schloss sich nur ein Jahr später der TuRU 1880 Düsseldorf an. Bis 1993 spielte der Verein unter dem Namen TuRU Düsseldorf, dann gliederte die Handballabteilung sich wieder aus dem Verein aus und firmierte fortan unter HSV Düsseldorf. Im Jahr 2000 erfolgte die Gründung der Spielgemeinschaft mit dem ART. Zu dieser Zeit spielte der Verein in der 2. Handball-Bundesliga Süd.
In der Saison 2003/04 schaffte die HSG als Zweitliga-Meister der Gruppe Süd zum dritten Mal den Aufstieg in die 1. Handball-Bundesliga. Zum Ende der Bundesliga-Saison 2006/07 belegte die HSG Düsseldorf den zweitletzten Tabellenplatz und musste damit aus der 1. Liga wieder absteigen. 2009 gelang unter Trainer Georgi Swiridenko, der 1988 Olympiasieger mit der UdSSR in Seoul wurde, die erneute Rückkehr ins Oberhaus, aus der sie nach nur einer Spielzeit wieder abstieg. In der Saison 2010/11 spielte die HSG in der 2. Bundesliga Süd und qualifizierte sich mit dem 3. Tabellenplatz für die ab der Spielzeit 2011/12 bestehende eingleisige 2. Bundesliga.
Seit Einführung der 2. Bundesliga im Jahr 1981 war die HSG (bzw. ihre Vorgängervereine) immer in der ersten oder zweiten Bundesliga vertreten. Zu ihren Glanzzeiten in den späten 1980er und frühen 1990er Jahren wurde die Düsseldorfer Bundesligamannschaft vom zwischenzeitlichen Bundestrainer Horst Bredemeier trainiert.

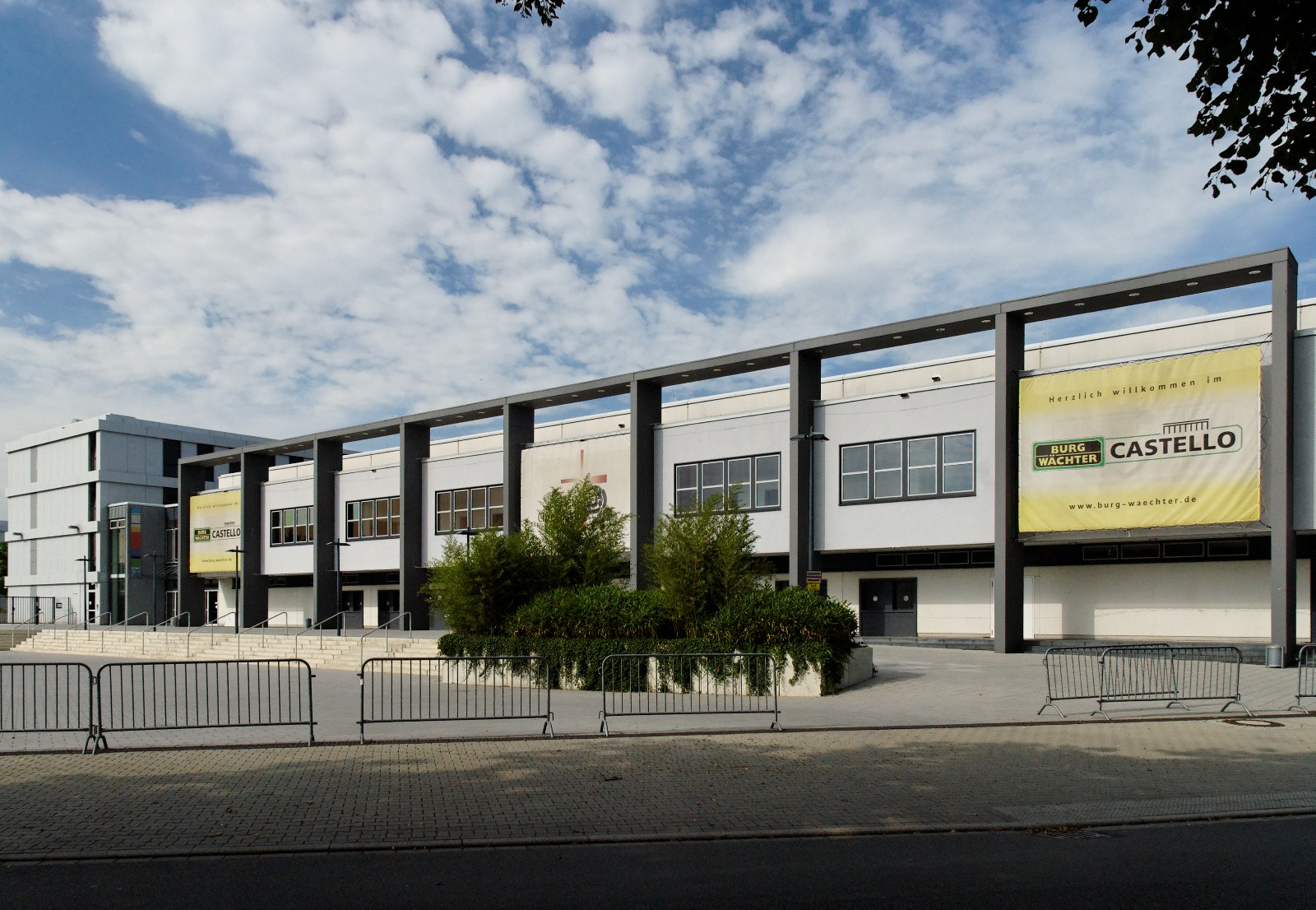
Castello Düsseldorf

Die HSG Düsseldorf spielt im 3.163 Zuschauer fassenden Castello Düsseldorf im Düsseldorfer Süden. In der Zweitliga-Saison 2008/09 hatte sie einen Zuschauerschnitt von 1079 und belegte damit den neunten Rang in der Zuschauerstatistik.
Am 22. Dezember 2011 meldete der Hauptverein HSV Düsseldorf e. V., deren Tochtergesellschaft die HSG Düsseldorf Spielbetriebs GmbH ist, beim Amtsgericht Düsseldorf Insolvenz an. Die HSG Düsseldorf wollte dennoch den Spielbetrieb weiter fortsetzen. Auf einer gemeinsamen Pressekonferenz am 27. Dezember 2011 gaben die HSG Düsseldorf und der DHC Rheinland die Gründung einer Spielgemeinschaft zum 1. Juli 2012 unter dem Namen DDHC Rheinland (Dormagener Düsseldorfer Handball Club) bekannt. Als Vorgriff auf die angekündigte Spielgemeinschaft, die insbesondere bei den Fans beider Vereine äußerst umstritten war, wechselten zur Rückrunde der Saison zwei Leistungsträger der HSG Düsseldorf nach Dormagen. Am 5. März 2012 gab der Verein bekannt, die laufende Spielsaison in der 2. Bundesliga nicht bis zum Ende zu bestreiten, sondern den Spielbetrieb einzustellen, da im Etat 55.000 Euro fehlen würden. Tatsächlich aber konnte der Spielbetrieb, teilweise nur durch Kostenübernahme durch gegnerische Vereine, bis zum Saisonende aufrechterhalten werden. Der nach dem Abstieg verfügbare Platz in der 3. Liga wurde an den ART Düsseldorf transferiert.
ART Düsseldorf spielte daraufhin zwei Jahre lang in der 3. Liga West, seit Beginn der Saison 2014/15 in der Oberliga Niederrhein. Ab der Saison 2017/18 spielte man in einer Spielgemeinschaft mit dem Neusser HV als HSG Neuss/Düsseldorf. Durch Übernahme des Zweitliga-Startplatzes vom Neusser HV war man dadurch erneut in der 2. Bundesliga vertreten. Die erste Mannschaft trat seitdem unter dem Namen Rhein Vikings auf, Spielort war erneut das Castello. Doch bereits nach zwei sportlich wenig erfolgreichen Saisons, von denen die letzte mit dem sportlichen Abstieg in die 3. Liga endete, stieg die ART aus der Spielgemeinschaft wieder aus und wurden die Heimspiele nach Neuss verlegt. Im Januar 2020 meldeten die Rhein Vikings Insolvenz an und wurden vom Spielbetrieb abgemeldet.
| Verein                | Saison    | Liga                   | Platz | Tore     | Punkte | Bemerkung                                    |
| --------------------- | --------- | ---------------------- | ----- | -------- | ------ | -------------------------------------------- |
| TB Wülfrath           | 1981/1982 | 2. Bundesliga Nord     | 5.    | 423:419  | 24:20  |                                              |
| HSG Wülfrath/Ratingen | 1982/1983 | 2. Bundesliga Nord     | 4.    | 440:430  | 25:19  |                                              |
| TURU Düsseldorf       | 1983/1984 | 2. Bundesliga Nord     | 1.    | 582:442  | 41:11  | Aufstieg in die 1. Bundesliga                |
|                       | 1984/1985 | 1. Bundesliga          | 6.    | 506:500  | 24:28  |                                              |
|                       | 1985/1986 | 1. Bundesliga          | 6.    | 554:523  | 29:23  |                                              |
|                       | 1986/1987 | 1. Bundesliga          | 6.    | 533:511  | 28:24  |                                              |
|                       | 1987/1988 | 1. Bundesliga          | 2.    | 518:476  | 38:14  |                                              |
|                       | 1988/1989 | 1. Bundesliga          | 8.    | 486:496  | 24:28  |                                              |
|                       | 1989/1990 | 1. Bundesliga          | 13.   | 454:511  | 24:28  | Abstieg in 2. Bundesliga nach Abstiegsrunde  |
|                       | 1990/1991 | 2. Bundesliga Nord     | 2.    | 595:476  | 47:5   | Aufstieg nach Relegation                     |
|                       | 1991/1992 | 1. Bundesliga          | 8.    | 518:489  | 25:27  |                                              |
|                       | 1992/1993 | 1. Bundesliga          | 15.   | 656:663  | 30:38  |                                              |
| HSV Düsseldorf        | 1993/1994 | 1. Bundesliga          | 6.    | 671:651  | 38:30  |                                              |
|                       | 1994/1995 | 1. Bundesliga          | 11.   | 628:635  | 26:34  |                                              |
|                       | 1995/1996 | 1. Bundesliga          | 15.   | 584:654  | 11:49  | Abstieg in die 2. Bundesliga                 |
|                       | 1996/1997 | 2. Bundesliga Nord     | 4.    | 841:719  | 46:22  |                                              |
|                       | 1997/1998 | 2. Bundesliga Süd      | 5.    | 873:804  | 43:25  |                                              |
|                       | 1998/1999 | 2. Bundesliga Süd      | 13.   | 695:778  | 24:44  |                                              |
|                       | 1999/2000 | 2. Bundesliga Süd      | 3.    | 859:767  | 51:17  |                                              |
| HSG Düsseldorf        | 2000/2001 | 2. Bundesliga Süd      | 10.   | 836:848  | 34:34  |                                              |
|                       | 2001/2002 | 2. Bundesliga Süd      | 4.    | 862:766  | 48:20  |                                              |
|                       | 2002/2003 | 2. Bundesliga Süd      | 2.    | 931:776  | 54:14  | Relegationsspiele                            |
|                       | 2003/2004 | 2. Bundesliga Süd      | 1.    | 1037:800 | 61:7   | Aufstieg in die 1. Bundesliga                |
|                       | 2004/2005 | 1. Bundesliga          | 15.   | 890:985  | 21:47  |                                              |
|                       | 2005/2006 | 1. Bundesliga          | 14.   | 915:1046 | 21:47  |                                              |
|                       | 2006/2007 | 1. Bundesliga          | 17.   | 895:1048 | 17:51  |                                              |
|                       | 2007/2008 | 2. Bundesliga Süd      | 2.    | 1065:963 | 48:20  | Relegationsspiele                            |
|                       | 2008/2009 | 2. Bundesliga Süd      | 1.    | 1068:904 | 58:10  | Aufstieg in die 1. Bundesliga                |
|                       | 2009/2010 | 1. Bundesliga          | 17.   | 868:1032 | 12:56  | Abstieg in die 2. Bundesliga                 |
|                       | 2010/2011 | 2. Bundesliga Süd      | 3.    | 999:868  | 50:18  | Qualifikation zur eingleisigen 2. Bundesliga |
|                       | 2011/2012 | 2. Bundesliga          | 20.   | 962:1077 | 19:57  | Auflösung der HSG                            |
| ART Düsseldorf        | 2012/2013 | 3. Liga West           | 14.   | 701:832  | 13:43  | nach Relegation Verbleib in der 3. Liga      |
|                       | 2013/14   | 3. Liga West           | 15.   | 810:913  | 13:47  | Abstieg in die Oberliga                      |
|                       | 2014/15   | Oberliga Niederrhein   | 8.    | 736:784  | 25:27  |                                              |
|                       | 2015/16   | Oberliga Niederrhein   | 4.    | 701:676  | 29:19  | Qualifikation zur Regionalliga-Nordrhein     |
|                       | 2016/17   | Regionalliga-Nordrhein | 8.    | 727:744  | 23:29  |                                              |

## Erfolge
- 1984, 1991, 2004, 2009: Aufstieg in die Handball-Bundesliga
- 1987: DHB-Pokalfinalist (Hin- u. Rückspiel 15:16, 22:21 gegen den TV Großwallstadt)
- 1988: Deutscher Vizemeister
- 1989: EHF-Pokal-Sieger
- 1995: DHB-Pokalfinalist (18:24 gegen den TBV Lemgo)
- 2011: Qualifikation zur eingleisigen 2. Handball-Bundesliga

## Jugend
- 2010 wurde die männliche A-Jugend Deutscher Meister.
- 2014 wurde die männliche C-Jugend Westdeutscher Meister.
- 2016 wurde die männliche C-Jugend Westdeutscher Meister.